# 荒木奈々
荒木 奈々（あらき なな、1990年10月8日- ）は、埼玉県出身の元グラビアアイドル、元タレントである。元LMPプロモーション所属。

## 人物・来歴
趣味はゲーム、買い物。特技は水泳、現役で活躍しているクラシックバレエ。兄が1人いる。
高校時代の友人に藤子まい、鈴木ふみ奈、がいる。「アキバギルド」でのアルバイトをしている際に受けたディーラーの研修により、本格的なディーリングが出来る。以前は「ひぃちゃん」という名前でいわゆるギャル系中心の活動していたが、本格的なグラビア活動をするために「荒木奈々」と名乗ることとなった。
2012年にはZAK THE QUEEN 2012の1stステージに参戦。9月、同じ事務所のはるかとユニット「Choco★Bunny」（チョコ*バニー）を結成、「ネガティブ」担当。11月からは、ファッションブランド「IORI」の専属モデルとなった。12月、初DVDをリリース。
2013年には日テレジェニック2013の候補生に選ばれた。テレビ東京「ドリーム²クリエイター」での1クール限定（5月14日 - 8月6日）ユニット「閃光花火」のメンバーとなる。箱庭のフォルクローレPR大使公開オーディションで総合4位（クイズ部門1位）となり、「眠り姫」担当となる。12月、「Choco★Bunny」の活動が休止となる。
あ

## 出演

### TV・WEB
2012年
- 全力坂（1月23 - 24日、テレビ朝日）
- EXスーパーアイドルQueen2012（4月10日、EXエンタテインメント） - 4月大会
- アイドル100人水泳大会（4月18日 - 6月17日、エンタ!371）[9]
- お願い!ランキング（4 - 5月、テレビ朝日）
- ZAK THE QUEEN（5月2日、エンタ!371）
- ギルガメッシュLIGHT（8月3日 - 12月21日、BSジャパン） - G9（仮）2期生[10]
- Choco★Bunnyと愉快な仲間たち♪（9月21日 - 12月26日、ニコニコ生放送）[11][12]

ゲスト:紫音みづき、伴美、塩りんご、太田千晶
2013年
- ウタ娘（1月25日、テレビ埼玉） - Choco★Bunny
- 荒木奈々 の「リセットボタンはまだ押さない!」（2月27日 - 、ニコニコ生放送）[13][14]
- 松竹芸人 チキチキジョニー&ヒカリゴケの アイドル発掘↑↑もぐら(C)（3月18日、北参道放送局）[15]
- GTO 完結編～さらば鬼塚!卒業スペシャル～（4月2日、フジテレビ）
- ドリーム²クリエイター（4月2日 - 9月3日、ニコニコ生放送・4月10日 - 9月25日、テレビ東京） - にぎやかし
- 成田童夢の「ア・イ・ヲ・タ」～アイドル×ヲタ芸＝∞～（4月21日・6月23日、北参道放送局）
- LiveIdol TV（7月5日、マイスマTV）
- アイドルの穴2013〜日テレジェニックを探せ!〜（7月6日、日本テレビ）
- ゲーム実況バラエティHangame Live （8月10日 - 、ニコニコ生放送）
- 【RCTV】vol.114 湾岸戦争（AC)（9月27日、ニコニコ生放送）

2014年
- 『マビノギ英雄伝』無限復活イベントをかけた戦いに電撃が挑戦!（1月31日、Ustream）共演:伊藤桃、相坂優歌[16]
- 【新シーズン】TERAの歩き方 シーズン2（2月20日 - 4月17日、ニコニコ生放送）共演:ハンゲ太郎、山下まみ

### FM
- 生きがいラジオ（2013年6月2日、すまいるFM）

## 作品

### DVD
- NANA☆キス（竹書房、2012年12月21日）

### WEB
- ギャルリーナ（集英社、ケータイ週プレBOOK、2012年7月14日）[17]
- BANBANギャルズ（BANBANパーツ館）[18]
- ゲーマータレントまったりネトゲ厨・荒木奈々の目指せレベル99! レトロゲームで初・体・験（2014年1月3日 - 連載中、おたぽる[19]）

### 雑誌
- 週刊プレイボーイ（集英社、2012年7月9日）
- おとなのWindows（インフォレスト、2012年12月27日 - ）- コラム
- 突撃!!アド街っぷ上野（2013年5月） - 創刊号
- ワールド・ゲームズ・マガジン・ジャパン（インフォレスト、11月29日） - 成田童夢と企画担当